# 三寶顏共和國
三宝颜共和国，通稱三寶顏獨立共和國（查瓦卡諾語），是一個短暫存在的革命共和國，在1899年西班牙殖民統治崩潰後於三寶顏創立。